# Kopasz-vigasz-barlang
A Kopasz-vigasz-barlang Magyarország fokozottan védett barlangjai közül az egyik. Az Aggteleki Nemzeti Park területén található. A barlang az Aggteleki-karszt és a Szlovák-karszt többi barlangjával együtt 1995 óta a világörökség része. Bódvaszilas fokozottan védett nyolc barlangja közül az egyik.

## Leírás
Bódvaszilas központjától É-ra, kb. 3 km-re, az Alsó-hegyen, a Kopasz-galy tetején, cserjével sűrűn benőtt területen lévő sziklakibúvásban, kis berogyás alján van a barlang természetes jellegű, ovális alakú, 2,5×3 m-es bejárata. A bejárat tengelyiránya lejt. Néhány turistatérkép jelöli a barlangbejárat helyét a barlang nevének feltüntetésével. Bejárata egy 3 m mély akna, amely egy felszínt nagyon megközelítő kürtő felharapózásakor keletkezett. A barlang felső triász tűzkőréteges hallstatti mészkőben hasadék mentén jött létre leszivárgó víz hatására. A legtöbb alsó-hegyi barlangtól, a zsombolyoktól eltér abban, hogy nem töbrös felszínen nyílik és bejárata hegytetőn van.
Elágazó és kétszintes a lezáratlan barlang. A vízszintes jellegű barlang 83 m vízszintes kiterjedésű. Hasadékszerű járatok jellemzők rá. A barlangnak két ága van, a jobb oldali Északi-ág és a bal oldali Déli-ág. Az Északi-ágban van a barlang legmélyebb pontja. Ebben az ágban gömbfülkék, gömbüstök és egy boxwork szerkezet is látható. A Déli-ágban van a barlang legnagyobb alapterületű terme. A Déli-ágban visszaoldott cseppkövek, függőcseppkövek – köztük szalmacseppkövek is –, cseppkőlefolyások, összeoldódott gömbfülkefüzérek, kalcitkristályok és boxworkok vannak.
A barlang legnagyobb értéke az, hogy az Aggteleki Nemzeti Park területén csak ebben a barlangban fordul elő omladékon kialakult, aeroszol eredetű borsókő. A borsókövek az omladéktömbök élein figyelhetők meg. A borsókő képződmények keletkezési módját különleges helyzetű előfordulása alapján lehet megállapítani. Az ásványkiválások néhány helyen nagyon meg vannak rongálva. A levegő hőmérséklete átlagosan 10 °C. A barlang talaján néhány helyen észrevehető denevérguanóból arra lehet következtetni, hogy denevérek téli szálláshelyként használják. Az Aggteleki Nemzeti Park Igazgatóság engedélyével és kötéltechnikai eszközök alkalmazásával tekinthető meg.
Bódvaszilas fokozottan védett 8 barlangja közül az egyik, a másik 7 az Almási-zsomboly, a Frank-barlang, a Kopaszgally-oldali 2. sz. víznyelőbarlang, a Meteor-barlang, a Szabó-pallagi-zsomboly, a Széki-zsomboly és a Vecsembükki-zsomboly.
Előfordul a barlang az irodalmában G-11 (Kósa 1992), G/19 (Vlk 2019), Kopaszvigasz-barlang (Kordos 1984) és Kopasz vígasz-barlang (Dénes 2002–2003) neveken és jelölésekkel is. A barlang a nevét amiatt kapta, mert 1976-ban történt feltárásakor három barlangkutató a honvédséghez bevonulása előtti szabadságát áldozta a barlang további járatainak keresésére.

## Kutatástörténet
1973 tavaszán fedezték fel a barlang bejáratát terepbejárással, amit Szenthe István vezetett. A terepbejáráson többek között a Vörös Meteor TE hegymászói és a Tektonik Barlangkutató Csoport tagjai vettek részt. Első bejárásakor a barlang 5–10 m hosszú volt. 1973 nyarának egyik napján egy nemzetközi barlangkutató tábor résztvevői bontást végeztek benne, de ennek során nem sikerült új járatot feltárniuk. 1976 nyarán sikerült kb. 150 m hosszúságig feltárni bontásokkal a Promontor SE Barlangkutató Csoportjának. Ebben az évben kezdődött el a barlang felmérése. 1977-ben a csoport tagjai elkészítették a Kopasz-vigasz-barlang fénykép-dokumentációját, leírását és első térképét, valamint bontómunkát folytattak benne, mivel új szakaszok feltárására volt remény.
Az 1984-ben kiadott, Magyarország barlangjai című könyv országos barlanglistájában szerepel az Aggteleki-karszton lévő barlang Kopaszvigasz-barlang néven. A listához kapcsolódóan látható az Aggteleki-karszt és a Bükk hegység barlangjainak földrajzi elhelyezkedését bemutató 1:500 000-es méretarányú térképen a barlang földrajzi elhelyezkedése. 1985-ben lett megrajzolva a barlang alaprajz térképe, hosszmetszet térképe és keresztszelvény térképei. A térképek elkészítéséhez a barlangot Hegedüs Gy., Kósa Attila, Kovács S., Molnár A. és Scholtz F. mérték fel. A térképeket Kósa Attila rajzolta. A térképek nem az egész barlangot ábrázolják. A térképlap szerint a barlangon végigvezetett főpoligon hossza 129,2 m, a barlang vízszintes vetület hossza 111 m, a barlang mélysége pedig 38 m.
Az 1992. évi Karszt és Barlangban publikált, az Alsó-hegy magyarországi részének töbreit, zsombolyait és beszakadásait bemutató ábrán látható a barlang földrajzi elhelyezkedése. A térképlap először 1992-ben jelent meg nyomtatásban, az Alsó-hegyi zsombolyatlasz című könyvben, amelyet Kósa Attila írt. A kiadvány Alsó-hegy fennsíkjának magyar oldalát bemutató egyik térképén meg van jelölve a barlang helye. Több adattal együtt fel van tüntetve egy irodalmi mű, amelyben szó van a barlangról. A barlang 1995-ben kitöltött barlangkataszteri törzslapja szerint a Kopasz-vigasz-barlang 129,2 m hosszú, 38 m mély és vízszintes kiterjedése 75 m. Freatikus módon jött létre az elágazó, lejtős, barlangjáró alapfelszereléssel könnyen járható barlang. 1995. május 13-án a Hágó Kupa egyik helyszíne volt.
A barlang 1995 óta az Aggteleki-karszt és Szlovák-karszt többi barlangjával együtt a világörökség része. A Nyerges Attila által 1997-ben készített szakdolgozat szerint a 38 m mély Kopasz-vigasz-barlang az Alsó-hegy magyarországi részének 15. legmélyebb barlangja. 2001. május 17-től a környezetvédelmi miniszter 13/2001. (V. 9.) KöM rendeletének értelmében az Aggteleki-karsztvidék területén lévő Kopasz-vigasz-barlang fokozottan védett barlang. Egyidejűleg a fokozottan védett barlangok körének megállapításáról szóló 1/1982. (III. 15.) OKTH rendelkezés hatályát veszti. Fokozottan védett borsókövei miatt lett. Ezek egyediségét és veszélyeztetettségét vették figyelembe fokozottan védetté nyilvánításakor.
A barlang 2001-ben írt komplex természeti állapotfelvételi lapján az olvasható, hogy vázlatosan mért adatok és becsült adatok alapján a barlang 150 m hosszú, 38 m függőleges kiterjedésű, 38 m mély és 108 m vízszintes kiterjedésű. 2002 februárjában készült el a barlang alaprajz térképe, hosszmetszet térképe és 10 keresztszelvény térképe, amelyeket Kovács Richárd és Nyerges Attila szerkesztettek. Az alaprajz térképen látható a 10 keresztszelvény elhelyezkedése a barlangban. A barlang felmérése szerint a barlang 220 m hosszú és 37 m mély.
A 2003-ban megjelent, Magyarország fokozottan védett barlangjai című könyvben lévő barlangismertetés szerint a Kopasz-vigasz-barlang 220 m hosszú, 37 m függőleges kiterjedésű és 83 m vízszintes kiterjedésű. A könyvben található, Egri Csaba és Nyerges Attila által készített hosszúsági lista szerint az Aggteleki-karszton lévő és 5452-12 barlangkataszteri számú, 2002-ben 220 m hosszú Kopasz-vigasz-barlang Magyarország 87. leghosszabb barlangja 2002-ben. 2005. szeptember 1-től a környezetvédelmi és vízügyi miniszter 22/2005. (VIII. 31.) KvVM rendelete szerint az Aggteleki Nemzeti Park Igazgatóság működési területén található Kopasz-vigasz-barlang a felügyelőség engedélyével látogatható. 2005. szeptember 1-től a környezetvédelmi és vízügyi miniszter 23/2005. (VIII. 31.) KvVM rendelete szerint az Aggteleki-karsztvidéken lévő Kopasz-vigasz-barlang fokozottan védett barlang.
2007. március 8-tól a környezetvédelmi és vízügyi miniszter 3/2007. (I. 22.) KvVM rendelete szerint az Aggteleki Nemzeti Park Igazgatóság működési területén lévő Kopasz-vigasz-barlang az igazgatóság engedélyével tekinthető meg. A 2008. szeptember 27-én megrendezett XV. Lakatos Kupa kiadványában 38 méter mély barlangként szerepel. Nem volt a verseny helyszínei között. 2013. július 19-től a vidékfejlesztési miniszter 58/2013. (VII. 11.) VM rendelete szerint a Kopasz-vigasz-barlang (Aggteleki Nemzeti Park Igazgatóság működési területe) az igazgatóság hozzájárulásával látogatható. Az állapotáról 2014-ben készült kéziratban többek között az olvasható, hogy 48 méter vízszintes kiterjedése és 39,5 méter függőleges kiterjedése. 2015. november 3-tól a földművelésügyi miniszter 66/2015. (X. 26.) FM rendelete szerint a Kopasz-vigasz-barlang (Aggteleki-karsztvidék) fokozottan védett barlang.
Az Alsó-hegy karsztjelenségeiről szóló, 2019-ben kiadott könyvben az olvasható, hogy a Kopasz-vigasz-barlang 220 m hosszú és 37 m mély. A barlang azonosító számai: Szlovákiában 063, Magyarországon 5452/12, egyéb G/19. A könyvben publikálva lettek a barlang 2002-ben készült térképei. A barlangot 2002-ben Kovács Richárd és Nyerges Attila mérték fel, majd 1976-ban Molnár András a felmérés alapján megrajzolta a barlang térképeit. A térképeket 2017-ben Luděk Vlk digitalizálta. A kiadványhoz mellékelve lett az Alsó-hegy részletes térképe. A térképet Luděk Vlk, Mojmír Záviška, Ctirad Piskač, Jiřina Novotná, Miloš Novotný és Martin Mandel készítették. A térképen, amelyen fekete ponttal vannak jelölve a barlangok és a zsombolyok, látható a Kopasz-vigasz-barlang (5452/12, 063) földrajzi elhelyezkedése. 2021. május 10-től az agrárminiszter 17/2021. (IV. 9.) AM rendelete szerint a Kopasz-vigasz-barlang (Aggteleki Nemzeti Park Igazgatóság működési területe) az igazgatóság engedélyével látogatható. A 13/1998. (V. 6.) KTM rendelet egyidejűleg hatályát veszti.

## További irodalom
- Kraus Sándor: Barlangföldtan. Budapest, 1984.